# マリア・デ・アラゴン (カスティーリャ王妃)
マリア・デ・アラゴン（María de Aragón, 1396年 - 1445年2月18日）は、カスティーリャ王フアン2世の最初の妃。

## 生涯
父はアラゴン王フェルナンド1世、母は王妃レオノール・デ・アルブルケルケ。兄にアラゴン王兼ナポリ王アルフォンソ5世、弟にアラゴン王兼ナバラ王フアン2世、ビリェーナ公エンリケ、妹にポルトガル王ドゥアルテ1世妃レオノールがいる。父フェルナンドは元はカスティーリャ王子であり、マリアもカスティーリャで生まれた。
1418年に従弟であるフアン2世と結婚し、故国の王妃となった。なお、1415年にマリアの兄アルフォンソ5世と夫の長姉マリアが、1420年にマリアの次弟エンリケと夫の次姉カタリナが結婚している。
2人の間には1男3女が生まれたが、息子エンリケ4世以外の娘3人は夭逝した。
- カタリナ（1422年 - 1424年）
- レオノール（1423年 - 1425年）
- エンリケ4世（1425年 - 1474年）
- マリア（1428年 - 1429年）

マリアが1445年に死去した後、夫はポルトガル王族のイサベルと再婚し、後の女王イサベル1世とアストゥリアス公アルフォンソをもうけた。

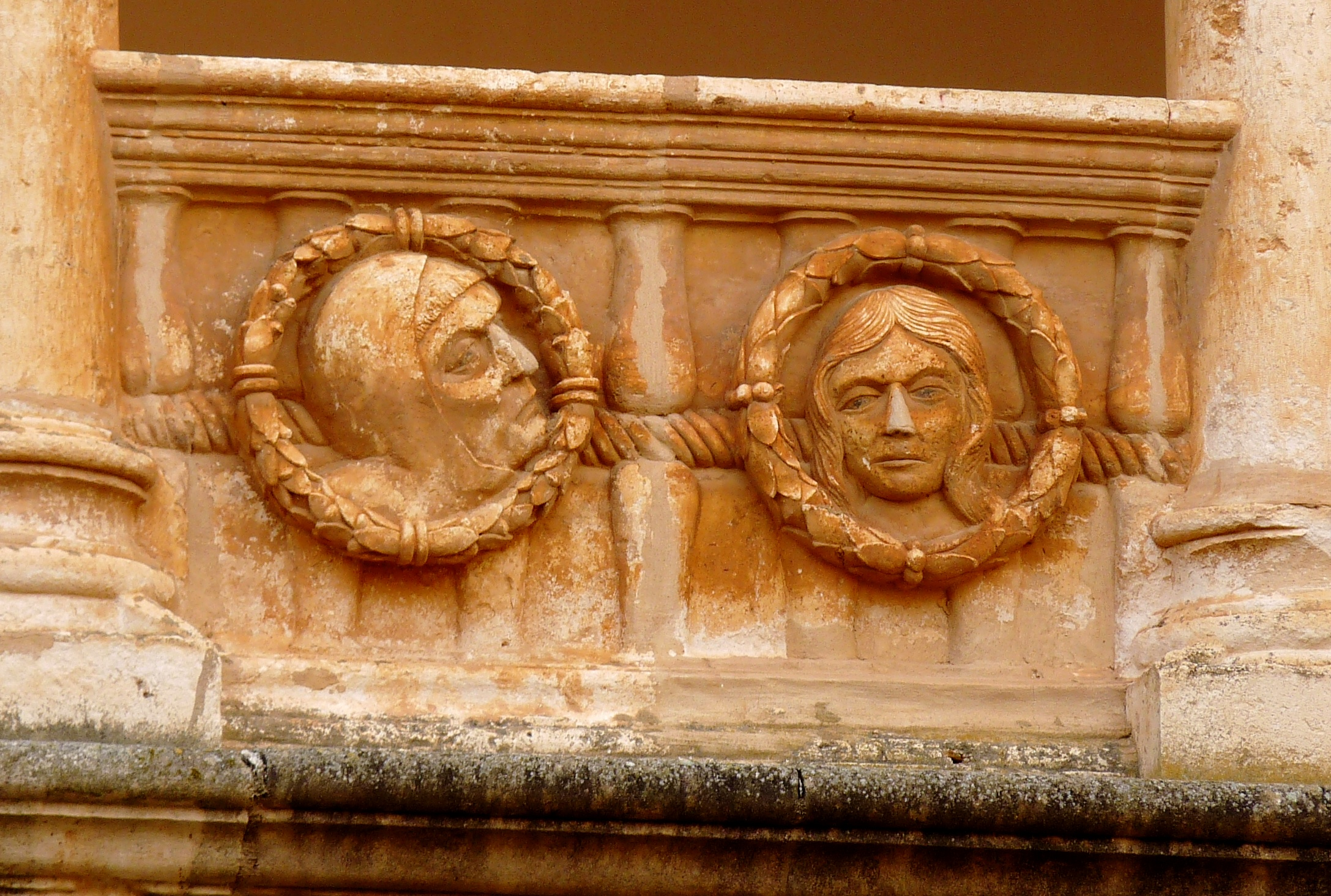
サンタ・マリア・デ・ウェルタ修道院にあるマリアとフアン2世のメダリオン

## 人物
- トランプのクラブのクイーンは、このアラゴンのマリーとする説がある。